# Filchnerella nigritibia
Filchnerella nigritibia is een rechtvleugelig insect uit de familie Pamphagidae. De wetenschappelijke naam van deze soort is voor het eerst geldig gepubliceerd in 1992 door Zheng.